# مبنى مصمم مسبقا

مبنى معدني مصمم مسبقا قيد الإنشاء

في الهندسة الإنشائية، يتم تصميم المباني المصممة مسبقا ( PEB ) بواسطة مورد أو مصنع للمباني المصممة مسبقا بتصميم واحد يتم تصنيعه باستخدام مواد وطرق مختلفة لتلبية مجموعة واسعة من متطلبات التصميم الهيكلي والجمالي. يتناقض هذا مع المبنى المبني وفقًا لتصميم تم إنشاؤه خصيصًا لهذا المبنى. في بعض قطاعات الصناعة الجغرافية، تسمى المباني سابقة الهندسة أيضًا بالمباني المعدنية سابقة الهندسة (PEMB) أو كما أصبح شائعًا بشكل متزايد بسبب انخفاض كمية الهندسة المسبقة المشاركة في التصميمات المخصصة بمساعدة الكمبيوتر، المباني المعدنية الهندسية ببساطة (EMB) ).
خلال ستينيات القرن العشرين، تم لأول مرةتسويق التصميمات الهندسية الموحدة للمباني. تاريخيًا، هيكل الإطار الأساسي للمبنى الذي تم تصميمه مسبقًا هو عبارة عن مجموعة من الأعضاء على شكل حرف I ، والتي يشار إليها غالبًا باسم عوارض I.
في المباني المصممة مسبقا، عادةً ما يتم تشكيل كمرات I المستخدمة عن طريق لحام الألواح الفولاذية معًا لتشكيل القسم I. يتم بعد ذلك تجميع العوارض I ميدانيًا (على سبيل المثال، الوصلات المُثبتة بمسامير) لتشكيل الإطار الكامل للمبنى المُصمم مسبقًا. تعمل بعض الشركات المصنعة على تقليص أعضاء الإطار (تختلف في عمق الشبكة) وفقًا لتأثيرات التحميل المحلية. يتم استخدام أبعاد اللوحة الأكبر في المناطق ذات تأثيرات التحميل الأعلى.
يمكن أن تشمل الأشكال الأخرى من الإطارات الأولية الجمالونات، ومقاطع المطاحن بدلاً من ثلاث ألواح ملحومة، والعوارض المصقولة، وما إلى ذلك.
عادةً ما تكون الإطارات الأولية عبارة عن إطارات من النوع ثنائي الأبعاد (أي يمكن تحليلها باستخدام التقنيات ثنائية الأبعاد).
وقد ساعد التقدم في تقنيات التصميم والمواد وقدرات التصنيع بمساعدة الكمبيوتر على النمو في تصنيع أشكال بديلة من المباني سابقة الهندسة مثل بناء النسيج المشدود والتحليل الأكثر تطوراً (مثل ثلاثي الأبعاد) كما هو مطلوب في بعض قوانين البناء.
يمكن استخدام الأعضاء المشكلة على البارد على شكل حرفي Z وC كعناصر هيكلية ثانوية لتثبيت ودعم الكسوة الخارجية.
يمكن استخدام صفائح فولاذية ملفوفة على شكل لفات، أو خشب، أو قماش مشدود، أو خرسانة مسبقة الصب، أو كتل البناء، أو ستائر زجاجية أو مواد أخرى للتكسية الخارجية للمبنى.
من أجل التصميم الدقيق لمبنى تم تصميمه مسبقًا، يأخذ المهندسون في الاعتبار:
* المسافات الواضحة بين نقاط التحمل.
*تباعد الخليج.
*انحدار السقف.
*الأحمال الحية.
*الأحمال الميتة.
*الأحمال الجانبية.
*رفع الرياح.
*معايير الانحراف.
*نظام الرافعة الداخلي.
*الحد الأقصى للحجم العملي.
*الوزن.
تاريخيًا، قام مصنعو المباني سابقة الهندسة بتطوير جداول محسوبة مسبقًا للعناصر الهيكلية المختلفة للسماح للمصممين باختيار حجم كمرات I الأكثر كفاءة لمشاريعهم.
ومع ذلك، أصبحت إجراءات اختيار الجدول نادرة مع التطور في التصاميم المخصصة بمساعدة الكمبيوتر.
في حين يمكن تكييف المباني سابقة الهندسة لتناسب مجموعة واسعة من التطبيقات الهيكلية، يتم تحقيق أكبر قدر من الاقتصاد في التكلفة عند استخدام التفاصيل القياسية.
يمكن أن يكون المبنى المُصمم مسبقًا والمصمم بكفاءة أخف من المباني الفولاذية التقليدية بنسبة تصل إلى 30%.
الوزن الخفيف يعادل كمية أقل من الفولاذ وتوفيرًا محتملاً في الأسعار في الإطار الهيكلي.

## محترفو المشاريع والمباني المصممة من قبل الشركة المصنعة
عادةً ما يكون مهندس المشروع، الذي يُطلق عليه أحيانًا مهندس السجل، مسؤولاً عن جوانب مثل جمالية المشروع، والأبعاد والسلامة من الحرائق. عندما يتم اختيار مبنى تم تصميمه مسبقًا لمشروع ما، يقبل المهندس المعماري الشروط المتأصلة في عروض منتجات الشركة المصنعة لجوانب مثل المواد والألوان والشكل الهيكلي ووحدات الأبعاد وما إلى ذلك. وعلى الرغم من وجود تفاصيل التجميع القياسية للشركة المصنعة، إلا أن المهندس المعماري يظل مسؤولاً عن التأكد من أن منتج الشركة المصنعة وتجميعها يتوافقان مع متطلبات كود البناء (على سبيل المثال، استمرارية مثبطات الهواء/البخار، والعزل، وحاجز المطر، وحجم المخارج وموقعها، والتجمعات المقاومة للحريق) وتوقعات الشاغل/المالك.
تعترف العديد من الأنظمة في دول عديدة بالتمييز بين مهندس المشروع، الذي يُطلق عليه أحيانًا مهندس السجل، وموظف الشركة المصنعة أو مهندس التعاقد من الباطن، والذي يُطلق عليه أحيانًا مهندس متخصص. تتمثل الاختلافات الرئيسية بين هذين الكيانين في المشروع في حدود الالتزام التجاري والمسؤولية المهنية.
يكون المهندس الإنشائي المسجل مسؤولاً عن تحديد معايير التصميم للمشروع (مثل المواد والأحمال ومعايير التصميم وحدود الخدمة)، والتأكد من أن تصميمات العناصر والتجميع من قبل الآخرين متوافقة مع السياق العالمي للمبنى النهائي.
المهندس المتخصص مسؤول فقط عن تصميم العناصر التي تلتزم الشركة المصنعة تجاريًا بتوفيرها، (على سبيل المثال بموجب عقد) وإبلاغ إجراءات التجميع وافتراضات التصميم والاستجابات، إلى الحد الذي يعتمد فيه التصميم على عمل الآخرين أو يؤثر عليه.
مهندس السجل - يتم وصفه عادةً في رسومات التركيب وأدلة التجميع الخاصة بالشركة المصنعة. تنتج الشركة المصنعة منتجًا هندسيًا ولكنها لا تقدم عادةً خدمات هندسية للمشروع.
المهندس المعماري ومهندس السجل هما مصمما المبنى ويتحملان المسؤولية النهائية عن أداء العمل المكتمل.
يجب أن يكون المشتري على دراية بالفروق المهنية للمشروع عند تطوير خطة المشروع.
تُستخدم هذه الهياكل الجاهزة على نطاق واسع في القطاع السكني والصناعي  لخصائصها التي لا مثيل لها.